# Montblanc (Espanha)
Montblanc (em catalão e oficialmente) ou Montblanch (em castelhano) é um município da Espanha na província de Tarragona, comunidade autónoma da Catalunha. Tem 91,1 km² de área e em 2021 tinha 7 433 habitantes (densidade: 81,6 hab./km²). É a capital da comarca de Conca de Barberà.

## Demografia
| Variação demográfica do município entre 1991 e 2004[carece de fontes?] | Variação demográfica do município entre 1991 e 2004[carece de fontes?] | Variação demográfica do município entre 1991 e 2004[carece de fontes?] | Variação demográfica do município entre 1991 e 2004[carece de fontes?] |
| ---------------------------------------------------------------------- | ---------------------------------------------------------------------- | ---------------------------------------------------------------------- | ---------------------------------------------------------------------- |
| 1991                                                                   | 1996                                                                   | 2001                                                                   | 2004                                                                   |
| 5750                                                                   | 5892                                                                   | 6064                                                                   | 6479                                                                   |